# Peggy Ashcroft
Peggy Ashcroft, rodným jménem Edith Margaret Emily Ashcroft, (22. prosince 1907, Croydon – 14. června 1991) byla anglická herečka.

## Životopis
Narodila se v Croydonu v tehdejším hrabství Surrey (nyní součást Londýna). V profesionálním divadle debutovala ještě jako studentka ve hře Dear Brutus od J. M. Barrieho. V roce 1930 ztvárnila roli Desdemony v Shakespearově Othellovi. Coby filmová herečka začínala ve snímku The Wandering Jew (1933). Později hrála například ve filmech Příběh jeptišky (1959), Tajný obřad (1968) a Když vane vítr (1986). Za svou roli ve filmu Cesta do Indie (1984) získala Oscara a Zlatý glóbus. Rovněž hrála v televizi, za svou roli v seriálu Perla v koruně (1984) byla neúspěšně nominována na Zlatý glóbus.
Jejím prvním manželem byl v letech 1929 až 1933 vydavatel Rupert Hart-Davis, později divadelní režisér Theodore Komisarjevsky (1934–1936) a Jeremy Hutchinson (1940–1965).
V roce 1951 jí byl udělen Řád britského impéria (CBE; Commander), v roce 1956 byla povýšena na dámu-komandérku (Dame Commander; DBE).